# 파크트나 파하크
파크트나 파하크(아일랜드어: Fachtna Fáthach→지혜로운 자)는 중세 아일랜드 전설에 언급되는 아르드리이다. 카스(Cas) 또는 로스(Ross)의 아들이고 루드라게의 손자이다. 전임 아르드리인 디 달타 데다드를 아르드 브레스티네 전투에서 쓰러뜨리고 왕위에 올랐다. 이야기 판본에 따라서 파크트나는 울라의 왕 오하드 살비데의 딸 네스의 애인으로, 얼스터 대계의 주인공 쿠 훌린이 활약할 때의 울라 왕인 콘코바르 막 네사의 친아버지라고도 한다.
파크트나는 치세 16년 또는 25년이 되던 해에 울라를 방문했다. 그 사이 코나크타의 왕 오후 페들레크가 군사를 모아 타라 언덕으로 진군해 왔다. 파크트나는 울라인들의 지지를 받아 오후에게 전투를 신청했고, 오후가 받아들임으로써 레티르 루어드(Leitir Ruad)라는 곳에서 싸움을 벌였다. 이곳은 훗날 코노트 슬라이고의 코란 남작령이 되는 땅이라고 한다. 전투의 결과 오후가 파크트나를 포위하고 그 목을 베었으며, 뒤를 이어 아르드리 지고왕위에 올랐다.
《에린 침략의 서》는 파크트나의 치세가 율리우스 카이사르와 그나이우스 폼페이우스가 내전을 벌이던 때(기원전 49년) 및 이집트의 클레오파트라 7세의 치세(기원전 51년 ~ 기원전 30년)와 동시기라고 서술한다. 제프리 키팅은 파크트나의 치세를 기원전 110년 ~ 기원전 94년으로, 《에린 왕국 연대기》는 기원전 159년 ~ 기원전 143년으로 비정하고 있다.
| 전임 디 달타 데다드 | 에린의 지고왕 LGE 기원전 50년대 ~ 기원전 30년대 AFM 기원전 159년 ~ 기원전 143년 FFE 기원전 110년 ~ 기원전 94년 | 후임 오후 페들레크 |